# Martin Van Buren
Martin Van Buren (1782. december 5. – 1862. július 24.) az Amerikai Egyesült Államok 8. elnöke, valamint 7. alelnöke.

## Életrajza
Holland származású szülők gyermeke volt. 1803-ban ügyvéd lett, 1809-ben pedig Hudsonban telepedett le, ahol a Demokrata Párt élére állott. Mint a New York-i törvényhozó gyűlés tagja (1812) nagy erélyt fejtett ki az Anglia ellen viselt háborúban. Az ő érdeme elsősorban, hogy New York állam maga 12 000 emberből álló hadsereget állított talpra. 1821-ben és 1827-ben a washingtoni kongresszus tagjának választották. 1829-ben New York kormányzója lett, 1830-ban külügyminiszter, 1832-ben alelnök és 1837-ben elnök.
Életét megírta Dorsheimer az American statesmen című művében (Boston, 1885); később Edward M. Shephard (Boston, 1888); majd George Bancroft (New York, 1889).

## Elődök és utódok
| Elődje: Andrew Jackson | Az Amerikai Egyesült Államok elnöke 1837. március 4. – 1841. március 4. | Utódja: William Henry Harrison |

| Elődje: John C. Calhoun | Az Amerikai Egyesült Államok alelnöke 1833. március 4. – 1837. március 4. | Utódja: Richard M. Johnson |

| Elődje: Nathaniel Pitcher | New York állam kormányzója 1829. január 1. – 1829. március 5. | Utódja: Enos T. Throop |